# ピエール剣
ピエール 剣（ピエール けん、1967年4月10日 - ）は、日本のAV男優。愛称は「ぴーちゃん」「ピーケンさん」。1992年、AV男優デビュー。

## 人物・エピソード
- 東京都生まれ、埼玉県育ち。
- 芸名の由来は電気グルーヴのピエール瀧に似ていることから。
- かつて役者を志していたこともあったが、台詞覚えが苦手なため断念。AVでのセリフもアドリブが多い。
- 2008年6月、元AV女優の松本亜璃沙と結婚したが、2015年3月、離婚。
- 2008年、ノウハウDVD｢AV男優歴16年の現役AV男優「ピエール剣」が教えるセックステクニック｣を発売する。
- レイプ系作品に定評がある[3]。
- 本人曰く、生涯最高のAV女優は大橋未久[4]とのこと。
- 大のビール党で居酒屋ではビール以外は飲まない

## 出演番組
ネット配信
- 男優と男優　ピエール剣（GIRL'S CH、前編：2015年4月1日、後編：2015年4月8日）
- 志良玉弾吾のお宅探訪　ピエール剣邸  （GIRL'S CH、①：2015年6月24日公開、 ②：2015年7月1日公開、③：2015年7月8日公開）